# 消音瓦

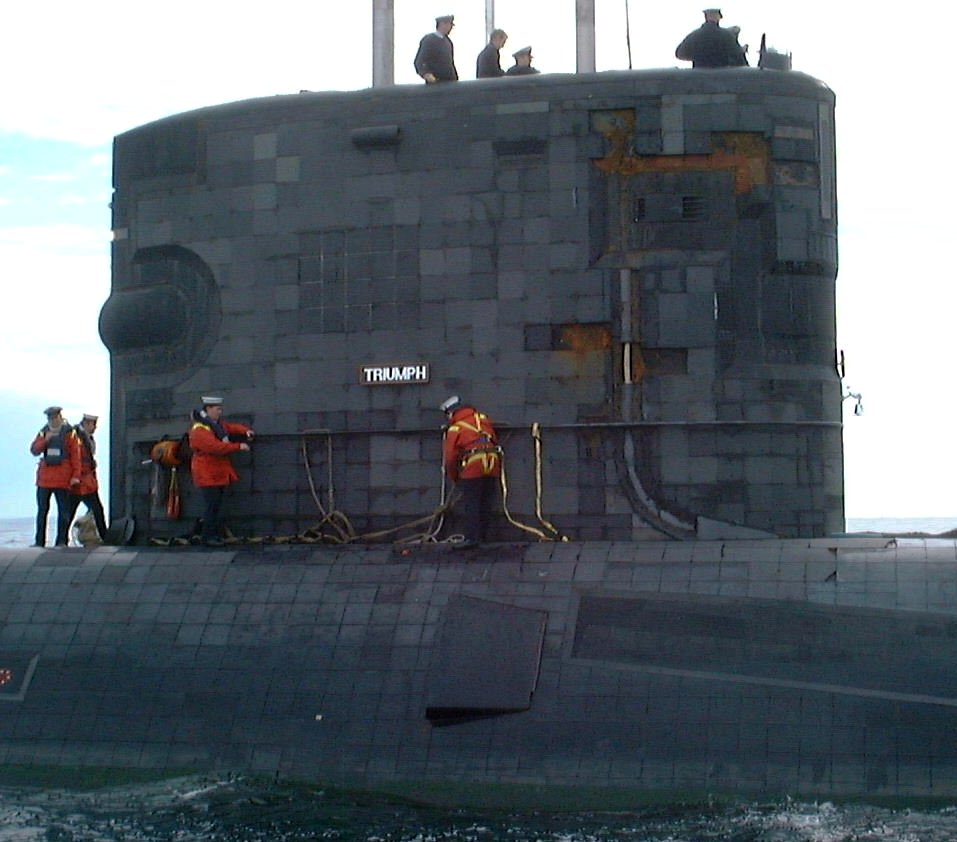
英國皇家海軍特拉法加級核動力攻擊潛艇的表面鋪有消音瓦，經過長時間航行後，在帆罩上有小部分消音瓦出現脫落

消音瓦（英語：Anechoic tile）是一種安裝於潛艇表面的橡膠塊，其具有消減聲音的作用，可降低潛艇從內部發出或從外部反射的聲響，減低被聲納探測的機會，從而提高隱密性，增加任務成功的機會，通常如瓦片般粘貼在潛艇的表面，也有採用螺栓固定的安裝方式。

## 用途
被動聲納是通過監聽潛艇發出的噪音，從而找出在海中的潛艇，並推算其所在位置，如能抑制動力系統等設備從潛艇內部傳到外部，有助減少潛艇被發現的機會，其中一個方法是在潛艇的表面覆蓋一層消音瓦，使內部噪音在通過消音瓦時衰減，降低傳到海中的音量。
主動聲納是通過發射及接收反射回來的聲波，從而找出潛艇在海中的位置，在潛艇表面覆蓋一層消音瓦，可降低聲波反射的強度，減少被發現及定位的機會。

## 發展史
消音瓦的應用始於二次大戰期間的納粹德國海軍，由於德國海軍的水面艦數量遠少於英國皇家海軍，因此很倚重潛艇部隊作戰，法本公司利用丁基橡膠開發出一種厚度約4毫米的消音塊，可用膠水粘貼於潛艇的表面，減少航行的噪音及反射的回波，減低被聲納發現的機會，這種消音塊於1940年在U-11潛艇上出海測試，U-67則是最早在實戰中應用的潛艇，不過受限於粘貼技術，消音塊很容易在潛艇航行中脫落，而且潛艇加裝消音塊後水中的阻力增加，引致航速下降，因此沒有大量應用，到1944年於粘貼劑經改良後，消音瓦的脫落情況減少，才開始在部分潛艇上應用，但直至德國戰敗，大多數潛艇仍是沒有安裝。
二次大戰後消音瓦的發展一度沉寂，不過蘇聯因爲其核動力潛艇在動力系統的靜音表現不如美國，所以在1970年代加緊研發可以降低艇內噪音傳到海中的消音瓦，蘇聯海軍開始在671型核潛艇進行測試，並且在1979年服役的維克托III級潛艇首次採用全面覆蓋的模式安裝消音瓦，其後蘇聯的潛艇均有採用消音瓦，英國和美國亦於1980及1990年代起採用消音瓦，並且逐漸成爲新型潛艇普及採用的技術。